# 완투
완투(完投, Complete Game, CG)란 야구에서 선발 투수가 구원 투수와의 교체 없이 혼자서 등판한 경기를 끝냈을 때를 일컫는 말이다. 경기에서 해당 기준을 만족한 투수는 투구 이닝에 상관 없이 완투한 것으로 기록된다. 즉, 강우 등의 사유로 인해 콜드게임 처리되는 경우도 완투로 인정된다. 반대로, 선발투수가 9이닝을 투구하고 연장전 이후 구원 투수가 등판하였다면 선발투수는 완투하지 않은 것으로 기록된다. 지명 타자 제도를 적용하지 않는 경기에서, 8회 이후의 후공 시 선발 투수가 타석 혹은 누상에서 대타나 대주자와 교체되더라도 해당 공격 이후 경기가 종료되면 완투한 것으로 인정된다.
야구가 본격적으로 널리 알려진 20세기 초 당시 메이저 리그에서는 투수가 완투하는 것을 당연하게 여겼고, 거의 대부분 투수가 혼자 등판하여 경기를 끝내는 일이 빈번했다. 20세기 중엽으로 넘어오면서 체계화된 투수 분업으로 인해 투수들의 완투 횟수는 현격히 줄어들었으며, 메이저 리그에서는 1975년 이후 한 시즌에 30회 이상의 완투를 기록한 선수를 찾아볼 수 없게 되었다. 21세기에 들어서는 10회 이상의 완투를 기록한 선수에 한 시즌에 대략 두 명 꼴로 나타나고 있다. KBO 리그에서는 리그 창설 이후 10회 이상 완투를 기록한 선수들이 종종 있었으나 1997년 이후로 종적을 감추었다. 